# Második champagne-i csata
A második champagne-i csata az első világháború egyik nagy csatája volt, amely 1915 őszén zajlott Franciaországban a német és a francia csapatok között.

## A frontok helyzete 1915 nyarán
1915-ben az antant elérkezettnek látta az időt a központi hatalmak teljes szétzúzására. Diplomáciai aprómunka nyomán sikerült Olaszországot hadba léptetni a Monarchia ellenében. Az olasz front számos osztrák-magyar alakulatot kötött le, lehetetlenné téve, hogy a keleti fronton a Monarchia csapataival helyettesítsék a nyugati frontra küldött német csapatokat. Olaszország csapatokat küldött az albániai Vlorába. Az antant belekezdett a Dardanellák ostromába és a brit csapatok győztes csatákat vívtak Mezopotámiában és Palesztinában. Oroszország kilábalni látszott a Gorlicei áttörés okozta sokkból és hadseregét újraszervezvén szilárdan tartotta a frontvonalat.

## Stratégia
Az antant hadvezetése úgy gondolta, hogy a központi hatalmakat hamarosan sikerülhet a végkimerülés szélére taszítani. Németország és szövetségeseinek csapatai szerte-szét szóródtak Európában, az antant csapatai minden fronton számbeli fölényben voltak velük szemben. Az 1915 júliusában megtartott vezetői értekezleten egyeztették az antant államai támadási terveiket. Úgy határoztak, hogy szeptember és október napjaiban egyidejű és összehangolt támadássorozatba kezdenek nyugaton, keleten és az Isonzó mentén. A hadművelet célja, hogy végleg kimerítsék Németország katonai erejét, illetve hogy a háború folytatásához kedvezőbb fronthelyzetet harcoljanak ki. Ha a hadműveletek sikerrel járnak, akkor az antant reményei szerint Bulgária és Románia csatlakozik az Antanthoz, megnyitván ezzel egy új balkáni frontot és végleg elvágva Törökországot szövetségeseitől.
A nyugati fronton támadásra kijelölt helyek egyike Champagne régió volt. A Champagne-ban végrehajtandó áttörés célja nem a német hadsereg végleges legyőzése, hanem a Párizshoz még mindig veszélyesen közel húzódó délnyugati kiszögelés levágása volt. A támadó francia alakulatoknak az áttörés után északnyugatra kellett fordulniuk, hogy az Artois-ból támadó angol csapatokkal egyesülve Belgium határára szorítsák vissza a császári csapatokat.

## Taktika
Az 1915-ös év első felének sikertelen nyugati támadásai nyomán az antant hadvezérei új taktikát dolgoztak ki a német vonalak áttörésére. Az új taktika három ponton lényegesen eltért az addig alkalmazott "tüzérségi tűz-gyalogos roham" taktikától.
- Repülőgépekkel támadták a német frontok mögött elhelyezkedő vasútvonalakat és vasúti hidakat, hogy a német utánpótlási vonalakat elvágják és zavarják az erősítések frontra szállítását.
- A tüzérségi tűz az előzőeknél rövidebb ideig tartott és jóval koncentráltabb volt. A gyalogsági roham indulásakor nem szűnt meg, hanem a rohamozók előtt haladva az ellenség második védvonalát vette célba.
- A támadó osztagok több hullámban érkeztek az ellenség vonalaihoz. Az első hullám az ellenállást küzdötte le, míg a második hullám rohamot intézett a második védővonal ellen. (Ez a cinikus taktika eleve az első támadóhullámot érő hatalmas veszteségekkel számolt.)

## Harcok

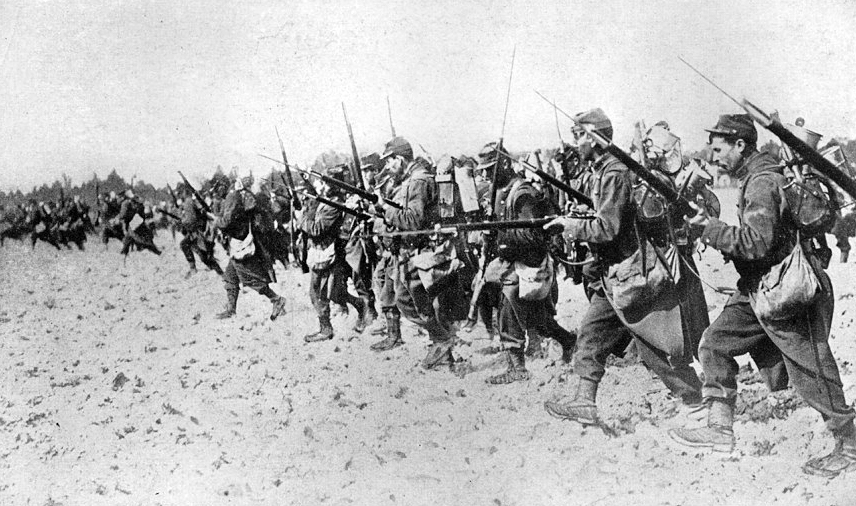
Francia szuronyos roham az első világháború idején

### Francia támadás
Reims és az arragone-i erdő között 32 km hosszan a franciák 7 lovas és 35 gyalogos hadosztályt sorakoztattak fel a német vonalakkal szemben. A németek 16 gyalogos hadosztálya jól védett, mélyen tagolt védállásokat épített ki. 1914. szeptember 22-én több mint 2000 löveg egyidejű tüzével kezdődött meg a német állások elleni támadás. Három nappal később rohamra indult a gyalogság és a németek hátrálni kényszerültek. A franciák 3 km mélyen hatoltak a német állások közé.
A következő napokban a németeknek minden nehézség ellenére sikerült csapatokat küldeni a frontra és a második vonalban az ellenállás megszilárdult.

### Német ellentámadás
A franciákat kimerítette a roham. Október 6-án a támadást leállították, mivel nyilvánvalóvá vált, hogy az átdolgozott taktikával sem lehetséges a mélységben tagolt védelem áttörése. Október folyamán a németek újabb támadástól tartván folyamatosan küldték az erősítést a térségbe, majd október 30-án támadást indítottak. A roham kiindulási állásaikba vetette vissza a francia csapatokat.

### Veszteségek
Franciaország újabb súlyos véráldozatot hozott egy semmiféle sikert nem hozó csatában. 145 000 embert veszítettek, ennek fele volt halott. A németek 70 000 embert veszítettek, ebből 25 000 a franciák fogságába esett. Szintén a franciák kezére jutott 150 géppuska.